# Кеннан (містечко, Вісконсин)
Кеннан (англ. Kennan) — місто (англ. town) в США, в окрузі Прайс штату Вісконсин. Населення — 143 особи (2020).

## Демографія
Згідно з переписом 2010 року, у місті мешкало 356 осіб у 129 домогосподарствах у складі 100 родин. Було 255 помешкань
Расовий склад населення:
| - 96,3 % — білих - 0,3 % — азіатів - 2,5 % — осіб інших рас |

До двох чи більше рас належало 0,8 %. Частка іспаномовних становила 2,5 % від усіх жителів.
За віковим діапазоном населення розподілялося таким чином: 23,3 % — особи молодші 18 років, 62,1 % — особи у віці 18—64 років, 14,6 % — особи у віці 65 років та старші. Медіана віку мешканця становила 40,6 року. На 100 осіб жіночої статі у місті припадало 122,5 чоловіків;  на 100 жінок у віці від 18 років та старших — 116,7 чоловіків також старших 18 років.
Середній дохід на одне домашнє господарство  становив 59 189 доларів США (медіана — 48 125), а середній дохід на одну сім'ю — 67 801 долар (медіана — 69 688). Медіана доходів становила 36 923 долари для чоловіків та 31 875 доларів для жінок. За межею бідності перебувало 14,3 % осіб, у тому числі 10,5 % дітей у віці до 18 років та 6,7 % осіб у віці 65 років та старших.
Цивільне працевлаштоване населення становило 151 особа. Основні галузі зайнятості: виробництво — 38,4 %, сільське господарство, лісництво, риболовля — 17,9 %, освіта, охорона здоров'я та соціальна допомога — 13,2 %, транспорт — 8,6 %.